# Леонардо (зграда)
Леонардо (енгл. The Leonardo) 55-спратни је облакодер у Сандтону, Јоханезбург, у Јужној Африци висок 234 метара, по чему је највиша зграда у држави, а био је и највиша зграда у Африци у време изградње. Зграда се налази у Мод стриту бр. 75, отприлике 100 метара од Јоханезбуршке берзе.
Зграда обухвата продавнице, као и надземни подијум, где се налазе базен, ресторан и неколико других објеката. Објекти су отворени за јавну употребу и могу се резервисати преко Legacy Hotels and Resorts-а.
Најављено је да ће се пентхаус стан од 2.100 квадратних метара, на три спрата, наћи на тржишту за 180 милиона ранда, што ће, ако се прода, постати најскупља имовина у власништву у сегменту икад продата у Јужној Африци. Цела структура коштала је 2 милијарде ранда и састоји се од 200 станова и 11 спратова комерцијалних канцеларија.
Дизајн се значајно променио откако је најављен, а првобитно је требало да га дизајнира архитектонска фирма АМА и заврши до 2010. године.
Дана 17. новембра 2015, започета је изградња Леонарда. Крајем априла 2018, Леонардо је постао највиша зграда у Сандтону, надмашивши торањ градске канцеларије Сандтон који је висок 141 метар, а средином априла 2019. године, Леонардо је довршен и званично је био постао највиша зграда у Африци.